# Pieczęć miasta Los Angeles

Pieczęć miasta Los Angeles

Pieczęć miasta Los Angeles została ustanowiona w marcu 1905 roku. Napis w otoku brzmi: "CITY OF LOS ANGELES FOUNDED 1781" (Miasto Los Angeles Założone 1781). Wewnętrzna linia otoku symbolizuje różaniec i odnosi się do roli jaką dużej roli misjonarzy franciszkańskich przy zakładaniu miasta. Oliwki, winogrona i pomarańcze umieszczone pomiędzy otokiem a tarczą symbolizują położenie wśród żyznych ziem i ogrodów Kalifornii.
Pośrodku umieszczony jest czteropolowy herb miasta. Poszczególne pola tarczy odnoszą się do czterech etapów historii Los Angeles: jako miasta hiszpańskiej kolonii (1781-1821), miasta meksykańskiego (1822-1846), miasta Republiki Kalifornii (1846), miasta Stanów Zjednoczonych Ameryki (od 1846).
W prawym (kolejność heraldyczna, tj. odwrócona) górnym rogu w polu znajduje się tarcza Stanów Zjednoczonych z trzynastoma gwiazdami, w lewym górnym rogu flaga Kalifornii z czerwonym niedźwiedziem i czerwona gwiazdą pięcioramienną. W prawym dolnym, polu znajduje się orzeł trzymający węża – godło Meksyku w wersji używanej w latach 1867-1968, w lewym dolnym, herby Kastylii i León.